# Марьянович, Джордже

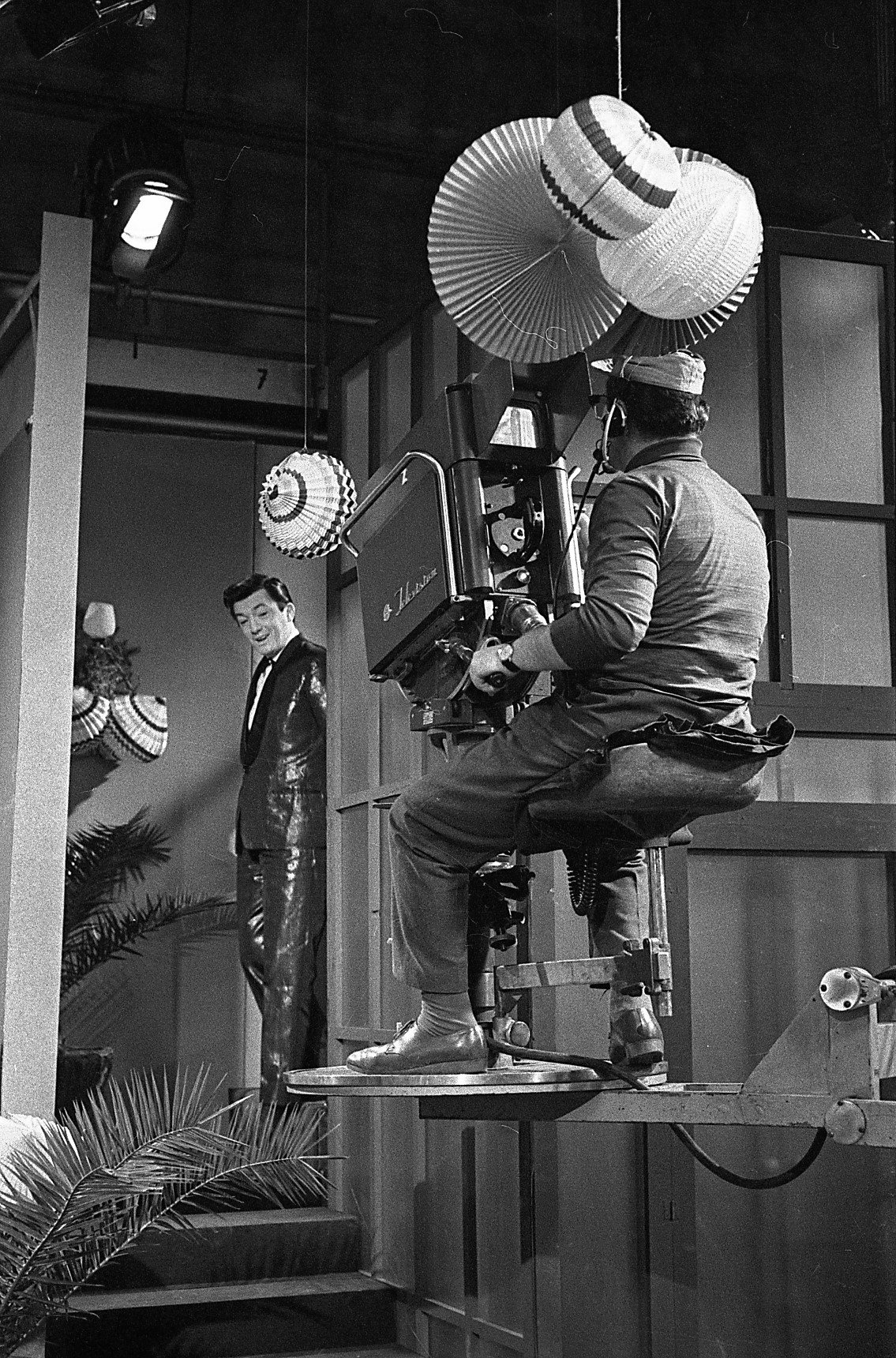
Джордже Марьянович, телешоу «Пуговица пятого этажа», 1963 г. (фото: Стеван Крагуевич)

Джо́рдже Светомирович Марья́нович (серб. Ђорђе Марјановић/Đorđe Marjanović, 30 октября 1931, Кучево — 15 мая 2021, Белград) — югославский и сербский певец и композитор.

## Биография
Джордже был вторым ребёнком от первого брака его отца Светомира. Семья Марьяновичей была весьма уважаема в Кучеве ещё с XIX века. Она владела отелем и популярнейшим рестораном «Золотой рудник». Младший брат — Воислав Марьянович (род. 1937). Старшая сестра — Лиляна. Мать Джордже умерла, когда он был ребёнком. Все заботы о нём легли на его бабушку Стояну.
Уже в детстве Джордже Марьянович стал проявлять актёрские способности. Сначала он играл в школьном театре, а затем, после войны, — во взрослом любительском.
Гимназию Джордже окончил в Пожареваце. В 1950 году Джордже приехал в Белград и поступил в институт, где проучился на фармацевта почти четыре года.
Чтобы заработать на жизнь, Марьянович без колебаний выполнял различные поручения — мыл фургоны, доставлял молоко и газеты. Вскоре он начал работать актером массовки в Югославском драматическом театре. Он иногда пел в самодеятельности, но не делал на это ставок и не считал себя талантливым. Ему просто нужно было как-то выживать, было не до амбиций.
В 1954 году содружество джазовых музыкантов Сербии организовало конкурс — прослушивание для начинающих певцов. Из 200 претендентов были отобраны семеро, включая Марьяновича, исполнившего песню «Мулен-Руж». Успех освободил Джордже от фармацевтики, и он полностью сосредоточился на эстраде.
«Я был бедным студентом-фармацевтом, которому едва хватало денег на обед. Стыдился знакомиться с девушками, потому что не мог сводить их в кино. На 4-м курсе (1954 год) друг предложил пойти на конкурс, объявленный белградским радио: «Ты же поёшь на вечеринках!»
Жюри долго не могло прийти в себя — неужели пел только что вышедший на сцену высоченный брюнет с застенчивой улыбкой? Словно в нём загорелась волшебная лампочка и погасла с последними аккордами. «Возможно, не самый сильный голос, но… как артист, он поцелован Богом», — подытожила преподаватель консерватории». (Из интервью «АиФ», 2009 год.).
Вскоре начали выходить и первые пластинки.
В 1959 году когда Джордже служил в армии, вышла долгоиграющая пластинка, сделавшая его популярным певцом.
Джордже хорошо понимал, что его вокальные данные нельзя назвать гениальными. Но он прекрасно чувствовал сцену и был прирождённым актёром. Поэтому все его выступления превращались в небольшое шоу. В то время, как другие звёзды позволяли себе разве что пару-тройку жестов, Марьянович прыгал, падал, вертелся на сцене, чем поверг в шок и восхищение своих первых поклонников. Уже в 1958 году он завоевал первый приз на музыкальном фестивале в Опатии. Через два года вышел и первый диск — «Музыка для танцев» («Muzika za igru»). Тогда же певец начал активно гастролировать по Европе, а за почти сорокалетнюю карьеру объездил с концертами весь мир.
Первое публичное выступление состоялось в 1959 году, когда он выступил на концерте в Нише как солист. Критика отметила «недостаток певческого таланта и вызывающее поведение». В том же году Марьянович принял участие в первом Опатийском фестивале, на котором победу одержал тогдашний кумир публики Иво Робич, выступавший в дуэте с шестнадцатилетней Зденкой Вучкович. Их песня «Маленькая девочка» («Папа, купи мне машину») стала хитом номер один в Югославии.
Успех Марьяновича не был оглушительным, хотя он и получил три награды. Настоящий успех ему принесло выступление на концерте, показанном по белградскому телевидению, с песней «Свист в 8 часов» Дарко Кральича («Zvižduk u osam»): Марьянович не стоял у микрофона, а двигался с ним по сцене, приседал, падал на колени, спускался к зрителям. По всей Югославии немедленно прокатилась так называемая «Джорджемания». Теперь билеты на все концерты Марьяновича достать было невозможно, его пластинки мгновенно раскупались, огромным спросом пользовались фотографии певца. Во многих городах Сербии открылись клубы фанатов Марьяновича, а родители давали имя Джордже своим детям. Был также снят и фильм «Свист в 8 часов», прохладно встреченный критиками, но имевший у зрителей успех.
В 1960 году стал победителем самого крупного югославского фестиваля в городе Опатия.
В марте 1961 года, после фестиваля «Белградская весна», когда Джордже не получил «Золотой микрофон», разъярённые поклонники Марьяновича собрались на площади Маркса и Энгельса (ныне площадь Николы Пашича), осадили «Дом синдиката» и потребовали пересмотра результатов. Прибывшие на место силы милиции приступили к разгону демонстрации, что вызвало ещё большее ожесточение. Чтобы утихомирить толпу, власти попросили её кумира выступить. Марьянович взобрался на автомобиль и спел несколько песен.

В 1961 году я спел песню «Бедные кошки» и испытал беспрецедентные овации, а позже с Бетой Юрковичем я спел «Под балетом» в дуэте, а в 1972 году я с таким же рвением, любовью и энтузиазмом отправился на фестиваль в Сплит. К сожалению, я больше не ездил в Сплит, поэтому мне жаль, что фестиваль Опатия, который носил общий югославский характер, был отменён, так как другие музыкальные проявления медленно и уверенно закрывались в их регионах. Я помню, как пел на Фестивале «Золотой голос Югославии» в Сисаке в 1971 году по приглашению директора Фестиваля Никицы Калогеры, потому что он думал, что это моё место. Я пошёл в Сисак, и при объявлении моего имени раздался свист: однако Сисак был всегда город свободы, город героев, всегда позитивно ориентированный, поэтому он показал это. Пока я пел, было всё больше аплодисментов, всё меньше и меньше свистков, и в конце Фестиваля я получил приз зрительских симпатий «Золотое кольцо города Сисак». Это чрезвычайно значимая и дорогая награда для меня, потому что она имела скорее политическое, чем музыкальное значение. Я уверен, что в то время в Сисаке были лучшие певцы, гораздо более популярные, но эта награда была выражением уважения и настроения, которые по-человечески вдохновляли меня.

К началу 1960-х слава югославского артиста докатилась и до СССР. В то время он, Радмила Караклаич, Ивица Шерфези и другие артисты из дружественных социалистических стран пользовались на Советской земле огромной популярностью.
Партийные газеты даже писали обеспокоенные статьи о том, что негоже иностранным певцам становиться идолами коммунистической молодёжи. Но пропагандой фанатов Марьяновича было не остановить. Они заваливали кумира букетами и толпами шли на его концерты, которые Джордже превращал в настоящие шоу.
В СССР о Марьяновиче впервые заговорили в 1963 году после выхода на экраны картины «Любовь и мода», где он исполнил свою популярную песню «Devojko mala».
В некрологах певцу вся русскоязычная пресса как под копирку пишет, что песня была впервые исполнена Марьяновичем в фильме «Любовь и мода» в 1963 году. Фильм этот был снят в 1960-м, и Марьянович там не пел и не снимался. Легендарную песню в этом фильме исполняет главный конкурент Марьяновича, Властимир-Джуза Стоилькович. Марьянович впервые спел «Девойко мала» именно во время советских гастролей, и для советской-российской публики песня навсегда закрепилась именно за ним. В 1966 году появилась русскоязычная версия – «Ночным Белградом», на слова Георгия Фере, её первым исполнил Эмиль Горовец, главный советский специалист по каверам. После чего и сам Марьянович стал петь эту песню с русским текстом.
Перечислить всех советских и российских артистов, исполнявших «Маленькую девочку/ Ночным Белградом», вряд ли возможно, разброс здесь буквально от «херсонского Тома Джонса» Александра Серова до эзотерика-телемита Георгия Осипова («графа Хортицы»). И, что характерно, все версии песни – хорошие. Но ни одна не сравнится с исполнением Джордже Марьяновича.
1964 - певец года; награда "Золотой перстень".
В 1964 году на фестивале «Белградская весна» получил премию публики за свою песню «Девушка любимого города».
1 мая 1964 года Джордже Марьянович выступил на «Голубом огоньке» который транслировало ЦТ СССР.
Первые гастроли Марьяновича в Советском Союзе состоялись в 1963 году. Он выступал во многих городах СССР. Исполнял произведения Никиты Богословского, Яна Френкеля, Эдуарда Колмановского и многих других авторов.
Он обходился без конферансье, легко ведя диалог с публикой на русском языке. В его репертуаре звучали не только сербские хиты «Маленькая девочка», «Марко Поло», «Вулкан любви» и «Анжела», но и советские песни «Три года ты мне снилась» и «Мужская верность».
Четвёртого октября 1964 года Марьянович выступал в Новом Саде, на его концерт было продано четыре тысячи билетов – что-то невероятное для Югославии того времени. Само действие началось гораздо раньше. Джордже был в гостях у своего друга, когда услышал, что на улице собралась скандирующая толпа: «Джордже, пой! Джордже пой!». Певец вышел на балкон и действительно запел. Вечернее выступление же значительно затянулось. Публика была ненасытна, а Марьянович охотно выполнял всё новые и новые «заказы». По окончании концерта восторженную толпу пришлось сдерживать чуть ли не всей новосадской милиции.
В 1967 году стал вторым лауреатом сложного, длящегося несколько месяцев общеюгославского конкурса телезрителей и радиослушателей; приз - «Серебряный микрофон».
В 1967 году Марьянович выступал перед жителями разрушенного землетрясением Ташкента. В декабре 1967 года состоялся концерт Джордже Марьяновича в Московском Театре эстрады.
В 1968 году стал первым лауреатом сложного, длящегося несколько месяцев общеюгославского конкурса телезрителей и радиослушателей; приз - «Золотой микрофон».
В 1968 году на фестивале «Караван дружбы» его песня «Играйте, играйте» получила первое место.
В 1980 году во время гастролей в Сочи Джордже Марьяновичу вручили грамоту, в которой говорилось: «Ваше искусство укрепляет дружбу между нашими народами. В Вашем лице мы видим благородного борца за высшие человеческие идеалы, за мир во всём мире. Это принесло Вам славу в нашей стране». После победы с песней «Objavljujem Rat!» («Объявляю войну!») на Международном Фестивале «Белградская весна — 1982» он посетил с гастролями Болгарию, Францию, Швейцарию, Германию, США и СССР.
В 1972 году в Ростове-на-Дону после концерта к нему подошла седая женщина с букетом цветов: «Мой единственный сын Петр Перебейнов погиб в 18 лет, освобождая Белград. Помогите найти его могилу!». Марьянович смог найти могилу на одном из кладбищ Белграда, и через некоторое время Екатерина Семёновна Перебейнова получила письмо из Югославии с фотографией: Джордже Марьянович с букетом цветов у могилы её сына.
В 1972 году Тито лично наградил Джордже Марьяновича Орденом труда с серебряным венком. С маршалом певец познакомился ещё в 1959 году. Тому сразу стало ясно, какой ценный финансовый подарок получила югославская эстрада. Йованка Броз, супруга маршала, была одной из самых преданных поклонниц «чудесного юноши». Она знала много его песен и постоянно следила за развитием карьеры. Когда Джордже Марьянович пригласил её на концерт в «Дом профсоюзов», куда первая леди страны прийти не смогла, она отправила ему письмо с извинениями.
В конце июня 1972 года  на гастроли в Москву приехал Джордже Марьянович. Вместе с ним выступали: Мики Евремович, Лео Мартин, Радмила Микич и другие.
В 1970-1980-х гг. Джордже гастролировал по всему миру. Не сбавлял темпа, говоря: «Настоящий артист умирает на сцене».
В концертах Марьяновича неизменно участвовал инструментальный коллектив «Голубой ансамбль» - постоянный участник ежегодного фестиваля «Белградская весна».
В апреле 1990 года Марьянович находился в Мельбурне по приглашению популярной певицы и музыкального продюсера Лепы Брены (Фахреты Живойинович), где 14 апреля во время концерта у него случился сердечный приступ.
В 1996 году певца пригласили быть почётным гостем на «Славянском базаре» в Витебске. Но публика требовала: «Джордже, пой!». И он запел. Впервые после болезни. «В своих песнях я стараюсь нести убеждения своего поколения. Поколения, которое знает об ужасах войны и её последствиях и потому особенно стремится к миру, дружбе, взаимопониманию. Говорить и петь о том, чего нельзя забыть - моя обязанность, мой долг». Именно поэтому одна из любимых песен Джордже Марьяновича так и называется: «Жизнь продолжается!».
В конце 1999 года состоялся телемост между Россией и Югославией — в поддержку сербского народа, против натовских бомбардировок. Джордже Марьянович принял в нём участие вместе с Иосифом Кобзоном.
22 марта 2000 года состоялся концерт Джордже Марьяновича «России с любовью» в Москве в Русском доме, осенью 2000 года — на Международном музыкальном фестивале «Золотой шлягер» в Могилёве. В 2002 году состоялась встреча квартета «Московская балалайка» (Владимир Ионченков, Александр Горбачёв, Игорь Коновалов, Юрий Биржев) и Марьяновичем в Белграде. 11 мая 2003 года состоялся концерт Марьяновича в Сербии в городе Ниш.
Джордже Марьянович попрощался со зрителями лишь в 2004 году, проведя концерт в центре Савы. Сава-центр (серб. Сава центар) это международный многофункциональный бизнес- и культурный центр в Новом Белграде, Сербия. Это самый большой в стране концертный зал и во всей бывшей Югославии.
24 марта 2005 года Джордже Марьяновичу был вручён орден «Меценат столетия».
В 2005 году в Москве с песней «Маленькая девочка» принял участие в Международной эстрадной программе «Мелодии друзей — 2005».
В 2006 году в серии «Золотая коллекция Ретро» вышел CD-диск певца.
В 2010 году о певце был снят и показан документальный фильм «Зигзаг судьбы».
30 октября 2011 года в Доме профсоюзов в Белграде состоялся юбилейный концерт к 80-летию Марьяновича. На праздничный концерт в Белград приехало много гостей из России.
5 февраля 2015 года президент Сербии Томислав Николич подписал Указ о награждении 88 граждан и организаций в связи с Днём нации, который празднуется 15 февраля. Марьянович был награждён Орденом Сретенья третьей степени за выдающиеся заслуги перед республикой Сербией и её гражданами в области культуры, особенно в области музыкальной культуры.
В последний раз на сцену Джордже вышел в 2016 году на фестивале «Песня лета» в Смедерево.
При этом, нельзя сказать, что Марьянович обладал сильным голосом или какой-то особо выдающейся вокальной техникой. Он и сам охотно признавал, что в его поколении есть гораздо более одарённые с точки зрения вокальных возможностей исполнители. Марьянович цеплял не исключительным вокалом, а удивительным сочетанием образа хорошего парня и, при этом, абсолютной внутренней свободой. С внешностью ему, прямо скажем, повезло: Марьянович выиграл в генетическую лотерею щеки с ямочками и улыбку, как у Гагарина. Невозможно, глядя на светлый образ Гагарина, представить, что он ругается матом, пьёт горькую или бьёт жену – не липнет к нему никакая грязь, и всё тут. Также и Марьянович, человек с такой улыбкой (и такими ямочками) просто не мог сделать что-то плохое, вредное, антиобщественное. Причем он не только казался хорошим парнем, он таким и был. Джордже помнил в лицо и по имени наиболее активных «джокистов», всегда пытался наставить их на путь истинный – спрашивал, выучили ли они уроки, а то и требовал показать дневник или зачётку. Фанатов (в основном, конечно, фанаток) с плохой успеваемостью грозился не пускать на концерты.
И при всём при этом, хороший парень из Сербии демонстрировал абсолютное пренебрежение к существующим в социалистическом обществе правилам исполнительского поведения. Он первым в Советском Союзе начал расхаживать по сцене с микрофоном – как это ни удивительно, до 1963 года в советской стране никто себе не мог такого позволить, даже заезжие гастролеры. Первым начал спускаться в зрительный зал и вытаскивать на сцену зрителей (в основном, конечно, зрительниц). Первым стал присаживаться на край сцены. Да что там присаживаться, он позволял себе и прилечь на сцену. Фирменным жестом Марьяновича стало бросание в зрительный зал пиджака (каковой возвращался потом владельцу далеко не всегда). Он первым начал обращаться к зрителям с вопросом, что дальше петь, и всегда шел навстречу пожеланиям публики. На памятном многим телемосте Москва-Белград, во время натовских бомбардировок 1999 года, очень проникновенные слова тяжело больному Джордже Марьяновичу сказал его друг Иосиф Кобзон: «Попадать в ноты меня научили в музыкальном училище, а всему остальному в профессии я научился у Марьяновича».
Самое потрясающее, что клубы джокистов — так себя называют поклонники Джордже — до сих пор действуют в Москве и Петербурге. «Если Джордже приезжал в Москву на гастроли зимой, мы, его поклонники, заказывали специальный самолёт с цветами из Грузии, потому что у нас в тех годах найти живые цветы в это время года было практически невозможно, — вспоминают джокисты с  стажем. На концертах Джордже вся сцена была завалена цветами, наступал момент, когда самого артиста было не видно за горой букетов. Его пластинки в СССР выпускались миллионными тиражами. Мы даже шутили, что фирма „Мелодия“ работала на Марьяновича. На его концертах в огромных „Лужниках“ было не протолкнуться, потому что люди не только занимали все места, но и умудрялись висеть  под потолком. У стадиона дежурила конная милиция, восторженные поклонники поднимали машину с Джордже на руки и несли. Бывало, что Джордже давал по три (!) концерта в день, потому что спрос на билеты был колоссальный. И знаете, в чём главная загадка Джордже? Он никогда не повторялся, все концерты были разными».
В Белграде есть церковь Святой Троицы, Джордже Марьянович, чьё имя на этой памятной доске, среди благотворителей. Здесь к сведению похоронен барон Врангель.
В 2021 году сербский певец жил в Белграде в кругу любящей семьи. Он продолжал встречаться с поклонниками в свой день рождения, на который ежегодно съезжаются «джокисты» из разных стран мира, включая Россию. Они и сейчас ценят репертуар Марьяновича, чья дискография насчитывает 6 студийных альбомов, десятки синглов и сборников.
Умер 15 мая 2021 года от последствий коронавируса. Врачи несколько дней боролись за его жизнь и подключили его к аппарату искусственной вентиляции лёгких, но спасти музыканта не удалось.
21 мая, в здании парламента Белграда была организована церемония прощания с легендарным исполнителем Джордже Mарьяновичем. Легенду югославской музыки похоронили в Белграде, на Аллее Славы.

### Личная жизнь
Джордже Марьянович жил в Белграде. У него и его жены Элеоноры Николаевны Борисенко, по профессии — переводчик, уроженка Ставрополя трое детей: две дочери — Наталия и Невена, а также сын Марко. Внучки Анна и Мария.

## Награды
- Орден «За заслуги перед народом» II степени
- Орден Труда (1974)
- Орден Дружбы народов (20 августа 1990 года, СССР) — за большой вклад в укрепление дружбы и развитие культурных связей между народами Советского Союза и Социалистической Федеративной Республики Югославии[2].
- Сретенский орден III степени (2015 год)[3].
- Орден Звезды Карагеоргия I степени (2021 год, посмертно)[4]